# Meteorium balansaeanum
Meteorium balansaeanum är en bladmossart som beskrevs av Bescherelle 1890. Meteorium balansaeanum ingår i släktet Meteorium och familjen Meteoriaceae. Inga underarter finns listade i Catalogue of Life.